# Långsjön (Ösmo socken, Södermanland)
Långsjön är en sjö i Nynäshamns kommun i Södermanland och ingår i Tyresån-Trosaåns kustområde. Sjön är 3,5 meter djup, har en yta på 0,298 kvadratkilometer och befinner sig 43,1 meter över havet.

## Delavrinningsområde
Långsjön ingår i det delavrinningsområde (653610-161532) som SMHI kallar för Rinner mot Fållnäsviken. Medelhöjden är 28 meter över havet och ytan är 31,83 kvadratkilometer. Det finns inga avrinningsområden uppströms utan avrinningsområdet är högsta punkten. Avrinningsområdets utflöde mynnar i havet, utan att ha någon enskild mynningsplats. Avrinningsområdet består mestadels av skog (56 procent), öppen mark (14 procent) och jordbruk (22 procent). Avrinningsområdet har 0,3 kvadratkilometer vattenytor vilket ger det en sjöprocent på 0,9 procent. Bebyggelsen i området täcker en yta av 1,32 kvadratkilometer eller 4 procent av avrinningsområdet.